# Florent Castellarnau
Florent Castellarnau, né le 27 juin 1993 à Cessenon-sur-Orb, est un coureur cycliste français. Il est membre de l'équipe cycliste Pro Immo Nicolas Roux en 2020 et 2021.

## Biographie
Il participe au Tour de l'Ain 2021 sous les couleurs de l'équipe de France.

## Palmarès
- 2014
  - Défi de Nore
  - 1re et 7e étape du Tour de Nouvelle-Calédonie
- 2015
  - Grand Prix de Châteaudouble
  - Monaco-La Turbie
  - 10e étape du Tour de Nouvelle-Calédonie
- 2016
  - 2e étape du Tour du Piémont pyrénéen
  - 3e étape du Tour Cycliste Antenne Réunion
  - 2e des Boucles du Tarn et du Sidobre
  - 2e du Tour Cycliste Antenne Réunion
- 2017
  - Tour du Beaujolais :
    - Classement général
    - 1re étape

  - 2e étape du Tour de Tarentaise
  - Classement général du Tour du Piémont pyrénéen
- 2018
  - Grand Prix de Châteaudouble
  - 3e étape du Tour de Navarre
  - 2e étape du Tour de Côte-d'Or
  - 4e étape du Tour du Chablais
- 2019
  - Grand Prix d'ouverture Pierre-Pinel
  - 2e étape du Tour du Piémont pyrénéen (contre-la-montre par équipes)
  - Tour de Tenerife :
    - 1rea (contre-la-montre par équipes) et 1reb étapes
    - 3e du classement général

  - 3e du Grand Prix de Cours-la-Ville
- 2020
  - Boucles Nationales du Printemps
  - 2e de la Ronde du Pays basque
  - 2e du Grand Prix de Puyloubier
  - 3e du Tour de Basse-Navarre
- 2021
  - Tour du Piémont pyrénéen :
    - Classement général
    - 2e (contre-la-montre par équipes) et 3e étapes

  - Circuit des Deux Ponts
  - 2e de la Classic Jean-Patrick Dubuisson
  - 3e du Grand Prix de Cours-la-Ville
- 2022
  - Trophée des Châteaux aux Milandes
  - Grand Prix de Bénéjacq
  - Classement général du Tour des Landes
  - Défi de Nore
  - 2e du championnat d'Occitanie
  - 3e de Annemasse-Bellegarde et retour
  - 3e du Prix du Mont Pujols
  - 3e des Boucles du Tarn et du Sidobre